# Growlanser I
Growlanser (グローランサー Gurōransā) là một game nhập vai chiến thuật dành cho hệ máy PlayStation do hãng Career Soft phát triển và phát hành tại Nhật Bản bởi Atlus vào năm 1999. Đây là phần đầu tiên thuộc dòng game Growlanser, người thừa kế tinh thần của dòng game Langrisser. Giống như tất cả các bản Growlanser, hình mẫu nhân vật do Urushihara Satoshi thực hiện. Âm nhạc của trò chơi do Iwadare Noriyuki phụ trách, với bài hát mở đầu chủ đề được Rukan Aru trình diễn, và bài hát kết thúc chủ đề được Ayumi Ootsu trình diễn. Phiên bản tiếp theo của trò chơi đã được phát hành vào năm 2001 dưới tên gọi Growlanser II: The Sense of Justice. Nó được công bố vào ngày 6 tháng 2 năm 2009, trong tạp chí Famitsu rằng Atlus đang làm lại bản remake nâng cao của game dành cho hệ máy cầm tay PSP.

## Cốt truyện
Carmaine là một chàng trai trẻ mồ côi sống ở Rosaria, thủ đô của vương quốc Rolandia. Thuở nhỏ anh được pháp sư cung đình của Rolandia là Phu nhân Sandra nuôi nấng nên người. Tới khi thành niên, Sandra cho phép anh được rời khỏi thành phố du ngoạn, dưới sự tháp tùng của người hầu gái homunculus có bề ngoài giống tiên tên là Tipi. Những sự kiện bất ngờ nhanh chóng xảy ra đã đẩy Carmaine ra xa ngoài cánh cổng thành phố Rosaria... Trong thế giới này, năng lượng ma thuật gọi là Growshu, có đầy trong không khí và những ai gọi là Growsians có thể sở hữu phép thuật tiềm năng như trong thời cổ đại. Cô em gái của Carmaine tên Louise chính là một Growsian như vậy. Chủng tộc có đôi cánh thì gọi là Featherians cũng tồn tại, mặc dù họ sống ẩn dật tránh xa khỏi thế giới con người. Cách đây rất lâu, mặc dù con người và featherians từng có lần hợp tác cùng nhau giải cứu thế giới của họ. Xuyên suốt cuộc hành trình của Carmaine, anh trở thành sĩ quan phụng sự đức Vua xứ Rolandia. Điều này dẫn người chơi đi vào cốt truyện chính của game chủ yếu tập trung vào những mưu mô và các cuộc xung đột giữa các quốc gia Rolandia, Burnstein và Ranzack, vốn mãi lo tranh quyền đoạt lợi càng đẩy cuộc xung đột ra xa hơn nữa, và mọi thứ đều có ảnh hưởng tới số phận của Carmaine.

## Đón nhận
RPGFan chấm cho bản Growlanser đầu tiên số điểm 83/100.